# Alaptus antennatus
Alaptus antennatus är en stekelart som beskrevs av Kryger 1950. Alaptus antennatus ingår i släktet Alaptus och familjen dvärgsteklar. Inga underarter finns listade i Catalogue of Life.